# İsmil, Karatay
İsmil là một thị trấn thuộc quận Karatay, tỉnh Konya, Thổ Nhĩ Kỳ. Dân số thời điểm năm 2011 là 6.215 người.